# Балтуринское муниципальное образование
Балтуринское муниципальное образование — муниципальное образование со статусом сельского поселения в 
Чунском районе Иркутской области России. Административный центр — поселок Новобалтурина.

## Демография
По результатам Всероссийской переписи населения 2010 года 
численность населения муниципального образования составила 646 человек, в том числе 328 мужчин и 318 женщин.

## Населённые пункты
В состав муниципального образования входят населённые пункты
- Новобалтурина
- Балтурино
- Новочунка
- Тахтамай[2]